# Élections présidentielles sous la Cinquième République dans l'Yonne
Depuis l'adoption de la Constitution de la Cinquième République française en 1958, dix élections présidentielles ont eu lieu afin d'élire le président de la République. Cette page présente les résultats de ces élections dans l'Yonne.

## Synthèse des résultats du second tour
Jusqu'en 2002, l'Yonne vote dans la tendance nationale. En 2007, le département se droitise, Nicolas Sarkozy (58,69 %) obtenant près de 6 points de plus qu'au niveau national. La tendance se confirme en 2012 puisque Nicolas Sarkozy (53,12 %) arrive en tête devant François Hollande. En 2017, Emmanuel Macron (55,04 %) obtient 11 points de moins qu'au niveau national, Marine Le Pen approchant la barre des 50 % (44,96 %).
| année | Répartition des exprimés | Répartition des exprimés | Participation (% des inscrits) | Blancs ou nuls (% des votants) |

| 2017 | Emmanuel Macron (55,04 %) (France : 66,10 %) | Marine Le Pen (44,96 %) (France : 33,90 %) | 76,44 % (France : 77,77 %) | 1,92 % (France : 2,47 %) |

| 2012 | François Hollande (46,88 %) (France : 51,64 %) | Nicolas Sarkozy (53,12 %) (France : 48,36 %) | 80,74 % (France : 80,35 %) | 1,79 % (France : 5,82 %) |

| 2007 | Nicolas Sarkozy (58,69 %) (France : 53,06 %) | Ségolène Royal (41,31 %) (France : 46,94 %) | 83,79 % (France : 83,97 %) | 1,4 % (France : 4,20 %) |

| 2002 | Jacques Chirac (77,33 %) (France : 82,21 %) | J.-M. Le Pen (22,67 %) (France : 17,79 %) | 73,52 % (France : 79,71 %) | 3,45 % (France : 3,38 %) |

| 1995 | Jacques Chirac (54,82 %) (France : 52,64 %) | Lionel Jospin (45,18 %) (France : 47,36 %) | 79,88 % (France : 78,38 %) | 3,03 % (France : 2,81 %) |

| 1988 | François Mitterrand (52,14 %) (France : 54,02 %) | Jacques Chirac (47,86 %) (France : 45,98 % %) | 82,18 % (France : 81,35 %) | 2,19 % (France : 2,00 %) |

| 1981 | François Mitterrand (50,1 %) (France : 51,76 %) | Valéry Giscard d'Estaing (49,9 %) (France : 48,24 %) | 81,72 % (France : 81,09 %) | 1,84 % (France : 1,62 %) |

| 1974 | Valéry Giscard d'Estaing (52,75 %) (France : 50,81 %) | François Mitterrand (47,25 %) (France : 49,19 %) | 85,17 % (France : 84,23 %) | 1,02 % (France : 0,92 %) |

| 1969 | Georges Pompidou (56,06 %) (France : 58,21 %) | Alain Poher (43,94 %) (France : 41,79 %) | 78,1 % (France : 77,59 %) | 1,17 % (France : 1,29 %) |

| 1965 | Charles de Gaulle (55,31 %) (France : 55,20 %) | François Mitterrand (44,69 %) (France : 44,80 %) | 84,5 % (France : 84,75 %) | 1,15 % (France : 1,01 %) |

|  | ▲ |

## Résultats détaillés par scrutin

### 2017
Le premier tour de l'élection présidentielle de 2017 voit s'affronter onze candidats. Emmanuel Macron arrive en tête devant Marine Le Pen et tous deux se qualifient pour le second tour. Néanmoins, avec François Fillon et Jean-Luc Mélenchon, les scores des quatre candidats ayant recueilli le plus de voix sont serrés (4,43 points entre le 1er et le 4e). Pour la première fois, aucun des candidats des deux partis politiques pourvoyeurs jusque-là des présidents de la Ve République, n'est présent au second tour. Celui-ci se tient le dimanche 7 mai et se solde par la victoire d'Emmanuel Macron, avec un total de 20 753 798 bulletins de vote en sa faveur, soit 66,10 % des suffrages exprimés, face à la candidate du Front national, qui recueille 33,90 %. Le scrutin est néanmoins marqué par une forte abstention et par un record de votes blancs ou nuls.
Dans l'Yonne, Marine Le Pen arrive en tête du premier tour avec 28,52 % des exprimés, suivie de François Fillon (19,91 %), Emmanuel Macron (19,63 %), Jean-Luc Mélenchon (16,7 %) et Nicolas Dupont-Aignan (6,32 %). Au second tour, les électeurs ont voté à 55,04 % pour Emmanuel Macron contre 44,96 % pour Marine Le Pen avec un taux de participation de 76,44 % des inscrits.
|             | FN          | Marine Le Pen         | 52 640  | 28,52 %    | 72 651  | 44,96 %    |  |  |
|             | LR          | François Fillon       | 36 739  | 19,91 %    |         |            |  |  |
|             | EM          | Emmanuel Macron       | 36 234  | 19,63 %    | 88 939  | 55,04 %    |  |  |
|             | LFi         | Jean-Luc Mélenchon    | 30 815  | 16,7 %     |         |            |  |  |
|             | DlF         | Nicolas Dupont-Aignan | 11 668  | 6,32 %     |         |            |  |  |
|             | PS          | Benoît Hamon          | 8 846   | 4,79 %     |         |            |  |  |
|             | NPA         | Philippe Poutou       | 2 128   | 1,15 %     |         |            |  |  |
|             | RES         | Jean Lassalle         | 1 987   | 1,08 %     |         |            |  |  |
|             | UPR         | François Asselineau   | 1 775   | 0,96 %     |         |            |  |  |
|             | LO          | Nathalie Arthaud      | 1 380   | 0,75 %     |         |            |  |  |
|             | SeP         | Jacques Cheminade     | 341     | 0,18 %     |         |            |  |  |
|             |             |                       |         |            |         |            |  |  |
|             |             |                       | Nombre  | % inscrits | Nombre  | % inscrits |  |  |
| Inscrits    | Inscrits    | Inscrits              | 241 918 |            | 241 891 |            |  |  |
| Abstentions | Abstentions | Abstentions           | 52 739  | 21,8 %     | 56 989  | 23,56 %    |  |  |
| Votants     | Votants     | Votants               | 189 179 | 78,2 %     | 184 902 | 76,44 %    |  |  |
|             |             |                       |         |            |         |            |  |  |
|             |             |                       |         | % votants  |         | % votants  |  |  |
| Blancs      | Blancs      | Blancs                | 3 404   | 1,41 %     | 16 813  | 6,95 %     |  |  |
| Nuls        | Nuls        | Nuls                  | 1 222   | 0,51 %     | 6 499   | 2,69 %     |  |  |
| Exprimés    | Exprimés    | Exprimés              | 184 553 | 76,29 %    | 161 590 | 66,8 %     |  |  |

### 2012
Hollande, désigné par le PS à la suite d'une primaire ouverte, devance Sarkozy dès le premier tour de l'élection présidentielle de 2012 : c'est la première fois qu'un président sortant est ainsi devancé. Au second tour, Sarkozy est battu mais par un écart plus faible qu'attendu.
Dans l'Yonne, Nicolas Sarkozy arrive en tête du premier tour avec 27,62 % des exprimés, suivi de François Hollande (24 %), Marine Le Pen (23,68 %), Jean-Luc Mélenchon (10,05 %) et François Bayrou (8,47 %). Au second tour, les électeurs ont voté à 46,88 % pour François Hollande contre 53,12 % pour Nicolas Sarkozy avec un taux de participation de 80,88 % des inscrits.
|                | UMP            | Nicolas Sarkozy       | 53 719  | 27,62 %    | 98 122  | 53,12 %    |  |  |
|                | PS             | François Hollande     | 46 667  | 24 %       | 86 610  | 46,88 %    |  |  |
|                | FN             | Marine Le Pen         | 46 057  | 23,68 %    |         |            |  |  |
|                | FG             | Jean-Luc Mélenchon    | 19 540  | 10,05 %    |         |            |  |  |
|                | MoDem          | François Bayrou       | 16 472  | 8,47 %     |         |            |  |  |
|                | DLF            | Nicolas Dupont-Aignan | 4 310   | 2,22 %     |         |            |  |  |
|                | EELV           | Éva Joly              | 3 426   | 1,76 %     |         |            |  |  |
|                | NPA            | Philippe Poutou       | 2 477   | 1,27 %     |         |            |  |  |
|                | LO             | Nathalie Arthaud      | 1 324   | 0,68 %     |         |            |  |  |
|                | S&P            | Jacques Cheminade     | 484     | 0,25 %     |         |            |  |  |
|                |                |                       |         |            |         |            |  |  |
|                |                |                       | Nombre  | % inscrits | Nombre  | % inscrits |  |  |
| Inscrits       | Inscrits       | Inscrits              | 245 258 |            | 245 241 |            |  |  |
| Abstentions    | Abstentions    | Abstentions           | 47 235  | 19,26 %    | 46 892  | 19,12 %    |  |  |
| Votants        | Votants        | Votants               | 198 023 | 80,74 %    | 198 349 | 80,88 %    |  |  |
|                |                |                       |         |            |         |            |  |  |
|                |                |                       |         | % votants  |         | % votants  |  |  |
| Blancs ou nuls | Blancs ou nuls | Blancs ou nuls        | 3 547   | 1,79 %     | 13 617  | 6,87 %     |  |  |
| Exprimés       | Exprimés       | Exprimés              | 194 476 | 98,21 %    | 184 732 | 98,21 %    |  |  |

### 2007
Au premier tour de l'élection présidentielle de 2007, Sarkozy réussit à capter une partie des voix de Le Pen et arrive largement en tête. Royal est la première femme qualifiée pour le second tour d'une élection présidentielle. Elle est battue avec une avance de 6 points.
Dans l'Yonne, Nicolas Sarkozy arrive en tête du premier tour avec 32,28 % des exprimés, suivi de Ségolène Royal (20,71 %), François Bayrou (17,47 %), Jean-Marie Le Pen (14,23 %) et Olivier Besancenot (4,3 %). Au second tour, les électeurs ont voté à 58,69 % pour Nicolas Sarkozy contre 41,31 % pour Ségolène Royal avec un taux de participation de 84,14 % des inscrits.
|                | UMP            | Nicolas Sarkozy      | 65 483  | 32,28 %    | 115 458 | 58,69 %    |  |  |
|                | PS             | Ségolène Royal       | 42 014  | 20,71 %    | 81 254  | 41,31 %    |  |  |
|                | UDF            | François Bayrou      | 35 434  | 17,47 %    |         |            |  |  |
|                | FN             | Jean-Marie Le Pen    | 28 873  | 14,23 %    |         |            |  |  |
|                | LCR            | Olivier Besancenot   | 8 716   | 4,3 %      |         |            |  |  |
|                | MPF            | Philippe de Villiers | 6 363   | 3,14 %     |         |            |  |  |
|                | GPA            | Marie-George Buffet  | 3 472   | 1,71 %     |         |            |  |  |
|                | LO             | Arlette Laguiller    | 3 112   | 1,53 %     |         |            |  |  |
|                | Les Verts      | Dominique Voynet     | 2 924   | 1,44 %     |         |            |  |  |
|                | CPNT           | Frédéric Nihous      | 2 850   | 1,4 %      |         |            |  |  |
|                | SE             | José Bové            | 2 777   | 1,37 %     |         |            |  |  |
|                | CNRSP          | Gérard Schivardi     | 836     | 0,41 %     |         |            |  |  |
|                |                |                      |         |            |         |            |  |  |
|                |                |                      | Nombre  | % inscrits | Nombre  | % inscrits |  |  |
| Inscrits       | Inscrits       | Inscrits             | 245 539 |            | 245 501 |            |  |  |
| Abstentions    | Abstentions    | Abstentions          | 39 805  | 16,21 %    | 38 934  | 15,86 %    |  |  |
| Votants        | Votants        | Votants              | 205 734 | 83,79 %    | 206 567 | 84,14 %    |  |  |
|                |                |                      |         |            |         |            |  |  |
|                |                |                      |         | % votants  |         | % votants  |  |  |
| Blancs ou nuls | Blancs ou nuls | Blancs ou nuls       | 2 880   | 1,4 %      | 9 855   | 4,77 %     |  |  |
| Exprimés       | Exprimés       | Exprimés             | 202 854 | 98,6 %     | 196 712 | 95,23 %    |  |  |

### 2002
Après cinq années de cohabitation, un duel est attendu entre Chirac et le Premier ministre Jospin lors de l'élection présidentielle de 2002, mais, à la surprise générale, ce dernier est devancé par Le Pen au premier tour. Au second tour, Chirac bénéficie du ralliement de la gauche et reçoit un score sans précédent. Il s'agit de la première élection pour un mandat de cinq ans et non plus sept.
Dans l'Yonne, Jean-Marie  Le Pen arrive en tête du premier tour avec 20,96 % des exprimés, suivi de Jacques  Chirac (19,99 %), Lionel  Jospin (13,63 %), François Bayrou (6,37 %) et Arlette Laguiller (5,55 %). Au second tour, les électeurs ont voté à 77,33 % pour Jacques  Chirac contre 22,67 % pour Jean-Marie  Le Pen avec un taux de participation de 80,76 % des inscrits.
|                | FN             | Jean-Marie Le Pen       | 35 071  | 20,96 %    | 40 689  | 22,67 %    |  |  |
|                | RPR            | Jacques Chirac          | 33 444  | 19,99 %    | 138 779 | 77,33 %    |  |  |
|                | PS             | Lionel Jospin           | 22 805  | 13,63 %    |         |            |  |  |
|                | UDF            | François Bayrou         | 10 651  | 6,37 %     |         |            |  |  |
|                | LO             | Arlette Laguiller       | 9 287   | 5,55 %     |         |            |  |  |
|                | MC             | Jean-Pierre Chevènement | 8 774   | 5,24 %     |         |            |  |  |
|                | Les Verts      | Noël Mamère             | 7 102   | 4,24 %     |         |            |  |  |
|                | CPNT           | Jean Saint-Josse        | 7 035   | 4,2 %      |         |            |  |  |
|                | LCR            | Olivier Besancenot      | 6 945   | 4,15 %     |         |            |  |  |
|                | DL             | Alain Madelin           | 6 551   | 3,92 %     |         |            |  |  |
|                | MNR            | Bruno Mégret            | 5 821   | 3,48 %     |         |            |  |  |
|                | PC             | Robert Hue              | 5 254   | 3,14 %     |         |            |  |  |
|                | Cap21          | Corinne Lepage          | 3 010   | 1,8 %      |         |            |  |  |
|                | PRG            | Christiane Taubira      | 2 852   | 1,7 %      |         |            |  |  |
|                | FRS            | Christine Boutin        | 1 752   | 1,05 %     |         |            |  |  |
|                | PT             | Daniel Gluckstein       | 955     | 0,57 %     |         |            |  |  |
|                |                |                         |         |            |         |            |  |  |
|                |                |                         | Nombre  | % inscrits | Nombre  | % inscrits |  |  |
| Inscrits       | Inscrits       | Inscrits                | 235 687 |            | 235 558 |            |  |  |
| Abstentions    | Abstentions    | Abstentions             | 62 408  | 26,48 %    | 45 312  | 19,24 %    |  |  |
| Votants        | Votants        | Votants                 | 173 279 | 73,52 %    | 190 246 | 80,76 %    |  |  |
|                |                |                         |         |            |         |            |  |  |
|                |                |                         |         | % votants  |         | % votants  |  |  |
| Blancs ou nuls | Blancs ou nuls | Blancs ou nuls          | 5 970   | 3,45 %     | 10 778  | 5,67 %     |  |  |
| Exprimés       | Exprimés       | Exprimés                | 167 309 | 96,55 %    | 179 468 | 94,33 %    |  |  |

### 1995
Après une nouvelle cohabitation et alors que la droite est particulièrement divisée entre Chirac et le Premier ministre Balladur, Jospin réussit à arriver en tête au premier tour de l'élection présidentielle de 1995, malgré la très lourde défaite de la gauche aux législatives de 1993. Au second tour, il est battu par Chirac.
Dans l'Yonne, Lionel Jospin arrive en tête du premier tour avec 20,79 % des exprimés, suivi de Jacques Chirac (20,23 %), Édouard Balladur (19,08 %), Jean-Marie Le Pen (17,04 %) et Robert Hue (8,17 %). Au second tour, les électeurs ont voté à 54,82 % pour Jacques Chirac contre 45,18 % pour Lionel Jospin avec un taux de participation de 81,09 % des inscrits.
|                | PS             | Lionel Jospin        | 37 089  | 20,79 %    | 78 932  | 45,18 %    |  |  |
|                | RPR            | Jacques Chirac       | 36 095  | 20,23 %    | 95 791  | 54,82 %    |  |  |
|                | RPR            | Édouard Balladur     | 34 038  | 19,08 %    |         |            |  |  |
|                | FN             | Jean-Marie Le Pen    | 30 406  | 17,04 %    |         |            |  |  |
|                | PC             | Robert Hue           | 14 581  | 8,17 %     |         |            |  |  |
|                | MPF            | Philippe de Villiers | 10 688  | 5,99 %     |         |            |  |  |
|                | LO             | Arlette Laguiller    | 8 828   | 4,95 %     |         |            |  |  |
|                | Les Verts      | Dominique Voynet     | 6 118   | 3,43 %     |         |            |  |  |
|                | S&P            | Jacques Cheminade    | 557     | 0,31 %     |         |            |  |  |
|                |                |                      |         |            |         |            |  |  |
|                |                |                      | Nombre  | % inscrits | Nombre  | % inscrits |  |  |
| Inscrits       | Inscrits       | Inscrits             | 230 305 |            | 230 230 |            |  |  |
| Abstentions    | Abstentions    | Abstentions          | 46 336  | 20,12 %    | 43 534  | 18,91 %    |  |  |
| Votants        | Votants        | Votants              | 183 969 | 79,88 %    | 186 696 | 81,09 %    |  |  |
|                |                |                      |         |            |         |            |  |  |
|                |                |                      |         | % votants  |         | % votants  |  |  |
| Blancs ou nuls | Blancs ou nuls | Blancs ou nuls       | 5 569   | 3,03 %     | 11 973  | 6,41 %     |  |  |
| Exprimés       | Exprimés       | Exprimés             | 178 400 | 96,97 %    | 174 723 | 93,59 %    |  |  |

### 1988
Après deux ans de cohabitation, Mitterrand affronte le Premier ministre Chirac lors de l'élection présidentielle de 1988. Le Pen obtient au premier tour un score jusque-là sans précédent pour un parti d'extrême droite. Au second tour, Mitterrand est facilement réélu.
Dans l'Yonne, François Mitterrand arrive en tête du premier tour avec 33,15 % des exprimés, suivi de Jacques Chirac (19,96 %), Raymond Barre (17,23 %), Jean-Marie Le Pen (15,73 %) et André Lajoinie (6,31 %). Au second tour, les électeurs ont voté à 52,14 % pour François Mitterrand contre 47,86 % pour Jacques Chirac avec un taux de participation de 85,51 % des inscrits.
|                | PS                    | François Mitterrand | 58 944  | 33,15 %    | 94 803  | 52,14 %    |  |  |
|                | RPR                   | Jacques Chirac      | 35 494  | 19,96 %    | 87 005  | 47,86 %    |  |  |
|                | SE                    | Raymond Barre       | 30 639  | 17,23 %    |         |            |  |  |
|                | FN                    | Jean-Marie Le Pen   | 27 966  | 15,73 %    |         |            |  |  |
|                | PC                    | André Lajoinie      | 11 211  | 6,31 %     |         |            |  |  |
|                | Les Verts             | Antoine Waechter    | 6 451   | 3,63 %     |         |            |  |  |
|                | LO                    | Arlette Laguiller   | 3 211   | 1,81 %     |         |            |  |  |
|                | Communiste rénovateur | Pierre Juquin       | 3 010   | 1,69 %     |         |            |  |  |
|                | MPT                   | Pierre Boussel      | 875     | 0,49 %     |         |            |  |  |
|                |                       |                     |         |            |         |            |  |  |
|                |                       |                     | Nombre  | % inscrits | Nombre  | % inscrits |  |  |
| Inscrits       | Inscrits              | Inscrits            | 221 190 |            | 221 019 |            |  |  |
| Abstentions    | Abstentions           | Abstentions         | 39 417  | 17,82 %    | 32 024  | 14,49 %    |  |  |
| Votants        | Votants               | Votants             | 181 773 | 82,18 %    | 188 995 | 85,51 %    |  |  |
|                |                       |                     |         |            |         |            |  |  |
|                |                       |                     |         | % votants  |         | % votants  |  |  |
| Blancs ou nuls | Blancs ou nuls        | Blancs ou nuls      | 3 972   | 2,19 %     | 7 187   | 3,8 %      |  |  |
| Exprimés       | Exprimés              | Exprimés            | 177 801 | 97,81 %    | 181 808 | 96,2 %     |  |  |

### 1981
Lors de l'élection présidentielle de 1981, Giscard d'Estaing arrive en tête au premier tour et affronte, comme la fois précédente, Mitterrand. Pour la première fois, un président sortant est battu : Mitterrand devient le premier président de gauche de la Ve République.
Dans l'Yonne, Valéry Giscard d'Estaing arrive en tête du premier tour avec 30,23 % des exprimés, suivi de François Mitterrand (25,16 %), Jacques Chirac (17,72 %), Georges Marchais (13,99 %) et Brice Lalonde (3,86 %). Au second tour, les électeurs ont voté à 52,75 % pour François Mitterrand contre 49,9 % pour Valéry Giscard d'Estaing avec un taux de participation de 87,03 % des inscrits.
|                | UDF            | Valéry Giscard d'Estaing | 52 465  | 30,23 %    | 90 993  | 49,9 %     |  |  |
|                | PS             | François Mitterrand      | 43 672  | 25,16 %    | 91 368  | 50,1 %     |  |  |
|                | RPR            | Jacques Chirac           | 30 759  | 17,72 %    |         |            |  |  |
|                | PC             | Georges Marchais         | 24 282  | 13,99 %    |         |            |  |  |
|                | MEP            | Brice Lalonde            | 6 702   | 3,86 %     |         |            |  |  |
|                | LO             | Arlette Laguiller        | 4 341   | 2,5 %      |         |            |  |  |
|                | MRG            | Michel Crépeau           | 3 852   | 2,22 %     |         |            |  |  |
|                | Divers droite  | Michel Debré             | 3 173   | 1,83 %     |         |            |  |  |
|                | Divers droite  | Marie-France Garaud      | 2 580   | 1,49 %     |         |            |  |  |
|                | PSU            | Huguette Bouchardeau     | 1 729   | 1 %        |         |            |  |  |
|                |                |                          |         |            |         |            |  |  |
|                |                |                          | Nombre  | % inscrits | Nombre  | % inscrits |  |  |
| Inscrits       | Inscrits       | Inscrits                 | 216 357 |            | 216 315 |            |  |  |
| Abstentions    | Abstentions    | Abstentions              | 39 549  | 18,28 %    | 28 062  | 12,97 %    |  |  |
| Votants        | Votants        | Votants                  | 176 808 | 81,72 %    | 188 253 | 87,03 %    |  |  |
|                |                |                          |         |            |         |            |  |  |
|                |                |                          |         | % votants  |         | % votants  |  |  |
| Blancs ou nuls | Blancs ou nuls | Blancs ou nuls           | 3 253   | 1,84 %     | 5 892   | 3,13 %     |  |  |
| Exprimés       | Exprimés       | Exprimés                 | 173 555 | 98,16 %    | 182 361 | 96,87 %    |  |  |

### 1974
L'élection présidentielle de 1974 est une élection anticipée à la suite de la mort de Pompidou. Mitterrand, candidat unique de la gauche, est largement en tête au premier tour devant Giscard d'Estaing, qui distance lui-même Chaban-Delmas. Au terme d'une campagne animée, marquée par un débat télévisé tendu, Giscard d'Estaing l'emporte avec une très courte avance.
Dans l'Yonne, François Mitterrand arrive en tête du premier tour avec 41,68 % des exprimés, suivi de Valéry Giscard d'Estaing (35,72 %), Jacques Chaban-Delmas (13,19 %), Jean Royer (3,44 %) et Arlette Laguiller (2,33 %). Au second tour, les électeurs ont voté à 52,75 % pour Valéry Giscard d'Estaing contre 47,25 % pour François Mitterrand avec un taux de participation de 88,4 % des inscrits.
|                | PS             | François Mitterrand      | 64 683  | 41,68 %    | 75 868  | 47,25 %    |  |  |
|                | RI             | Valéry Giscard d'Estaing | 55 428  | 35,72 %    | 84 694  | 52,75 %    |  |  |
|                | UDR            | Jacques Chaban-Delmas    | 20 474  | 13,19 %    |         |            |  |  |
|                | SE             | Jean Royer               | 5 331   | 3,44 %     |         |            |  |  |
|                | LO             | Arlette Laguiller        | 3 623   | 2,33 %     |         |            |  |  |
|                | SE, écologiste | René Dumont              | 1 986   | 1,28 %     |         |            |  |  |
|                | FN             | Jean-Marie Le Pen        | 1 276   | 0,82 %     |         |            |  |  |
|                | MDSF           | Émile Muller             | 1 119   | 0,72 %     |         |            |  |  |
|                | FCR            | Alain Krivine            | 583     | 0,38 %     |         |            |  |  |
|                | NAR            | Bertrand Renouvin        | 337     | 0,22 %     |         |            |  |  |
|                | MFE            | Jean-Claude Sebag        | 255     | 0,16 %     |         |            |  |  |
|                |                |                          |         |            |         |            |  |  |
|                |                |                          | Nombre  | % inscrits | Nombre  | % inscrits |  |  |
| Inscrits       | Inscrits       | Inscrits                 | 184 074 |            | 184 122 |            |  |  |
| Abstentions    | Abstentions    | Abstentions              | 27 292  | 14,83 %    | 21 361  | 11,6 %     |  |  |
| Votants        | Votants        | Votants                  | 156 782 | 85,17 %    | 162 761 | 88,4 %     |  |  |
|                |                |                          |         |            |         |            |  |  |
|                |                |                          |         | % votants  |         | % votants  |  |  |
| Blancs ou nuls | Blancs ou nuls | Blancs ou nuls           | 1 601   | 1,02 %     | 2 199   | 1,35 %     |  |  |
| Exprimés       | Exprimés       | Exprimés                 | 155 181 | 98,98 %    | 160 562 | 98,65 %    |  |  |

### 1969
L'élection présidentielle de 1969 est une élection anticipée à la suite de la démission de De Gaulle. La gauche se lance désunie dans la course et, bien que Duclos (PCF) manque de le devancer, c'est le président par intérim Poher qui accède au second tour face à l'ex-Premier ministre Pompidou. Alors que Duclos refuse d'appeler à voter au second tour pour « bonnet blanc ou blanc bonnet », Pompidou est finalement largement élu.
Dans l'Yonne, Georges Pompidou arrive en tête du premier tour avec 44,89 % des exprimés, suivi de Alain Poher (25,64 %), Jacques Duclos (19,92 %), Gaston Defferre (4,16 %) et Michel Rocard (3 %). Au second tour, les électeurs ont voté à 56,06 % pour Georges Pompidou contre 43,94 % pour Alain Poher avec un taux de participation de 72,34 % des inscrits.
|                | UDR            | Georges Pompidou | 60 632  | 44,89 %    | 66 431  | 56,06 %    |  |  |
|                | CD             | Alain Poher      | 34 627  | 25,64 %    | 52 077  | 43,94 %    |  |  |
|                | PC             | Jacques Duclos   | 26 906  | 19,92 %    |         |            |  |  |
|                | SFIO           | Gaston Defferre  | 5 615   | 4,16 %     |         |            |  |  |
|                | PSU            | Michel Rocard    | 4 058   | 3 %        |         |            |  |  |
|                | SE             | Louis Ducatel    | 1 884   | 1,39 %     |         |            |  |  |
|                | LC             | Alain Krivine    | 1 339   | 0,99 %     |         |            |  |  |
|                |                |                  |         |            |         |            |  |  |
|                |                |                  | Nombre  | % inscrits | Nombre  | % inscrits |  |  |
| Inscrits       | Inscrits       | Inscrits         | 174 965 |            | 174 925 |            |  |  |
| Abstentions    | Abstentions    | Abstentions      | 38 309  | 21,9 %     | 48 385  | 27,66 %    |  |  |
| Votants        | Votants        | Votants          | 136 656 | 78,1 %     | 126 540 | 72,34 %    |  |  |
|                |                |                  |         |            |         |            |  |  |
|                |                |                  |         | % votants  |         | % votants  |  |  |
| Blancs ou nuls | Blancs ou nuls | Blancs ou nuls   | 1 595   | 1,17 %     | 8 032   | 6,35 %     |  |  |
| Exprimés       | Exprimés       | Exprimés         | 135 061 | 98,83 %    | 118 508 | 93,65 %    |  |  |

### 1965
L'élection présidentielle de 1965 est la première élection au suffrage universel direct à la suite du référendum d'octobre 1962. De Gaulle est mis en ballottage, à la surprise générale, par Mitterrand, candidat unique de la gauche. La campagne du second tour est axée sur l'Europe et les relations internationales ainsi que sur l'armement nucléaire. De Gaulle est finalement réélu avec une large avance.
Dans l'Yonne, Charles de Gaulle arrive en tête du premier tour avec 44,52 % des exprimés, suivi de François Mitterrand (31,41 %), Jean Lecanuet (16,14 %), Jean-Louis Tixier-Vignancour (5,15 %) et Pierre Marcilhacy (1,61 %). Au second tour, les électeurs ont voté à 55,31 % pour Charles de Gaulle contre 44,69 % pour François Mitterrand avec un taux de participation de 84,2 % des inscrits.
|                | UNR            | Charles de Gaulle            | 64 147  | 44,52 %    | 77 941  | 55,31 %    |  |  |
|                | CIR            | François Mitterrand          | 45 256  | 31,41 %    | 62 983  | 44,69 %    |  |  |
|                | MRP            | Jean Lecanuet                | 23 261  | 16,14 %    |         |            |  |  |
|                | SE             | Jean-Louis Tixier-Vignancour | 7 425   | 5,15 %     |         |            |  |  |
|                | PLE            | Pierre Marcilhacy            | 2 314   | 1,61 %     |         |            |  |  |
|                | SE             | Marcel Barbu                 | 1 677   | 1,16 %     |         |            |  |  |
|                |                |                              |         |            |         |            |  |  |
|                |                |                              | Nombre  | % inscrits | Nombre  | % inscrits |  |  |
| Inscrits       | Inscrits       | Inscrits                     | 172 499 |            | 172 507 |            |  |  |
| Abstentions    | Abstentions    | Abstentions                  | 26 736  | 15,5 %     | 27 248  | 15,8 %     |  |  |
| Votants        | Votants        | Votants                      | 145 763 | 84,5 %     | 145 259 | 84,2 %     |  |  |
|                |                |                              |         |            |         |            |  |  |
|                |                |                              |         | % votants  |         | % votants  |  |  |
| Blancs ou nuls | Blancs ou nuls | Blancs ou nuls               | 1 683   | 1,15 %     | 4 335   | 2,98 %     |  |  |
| Exprimés       | Exprimés       | Exprimés                     | 144 080 | 98,85 %    | 140 924 | 97,02 %    |  |  |